# Afodill

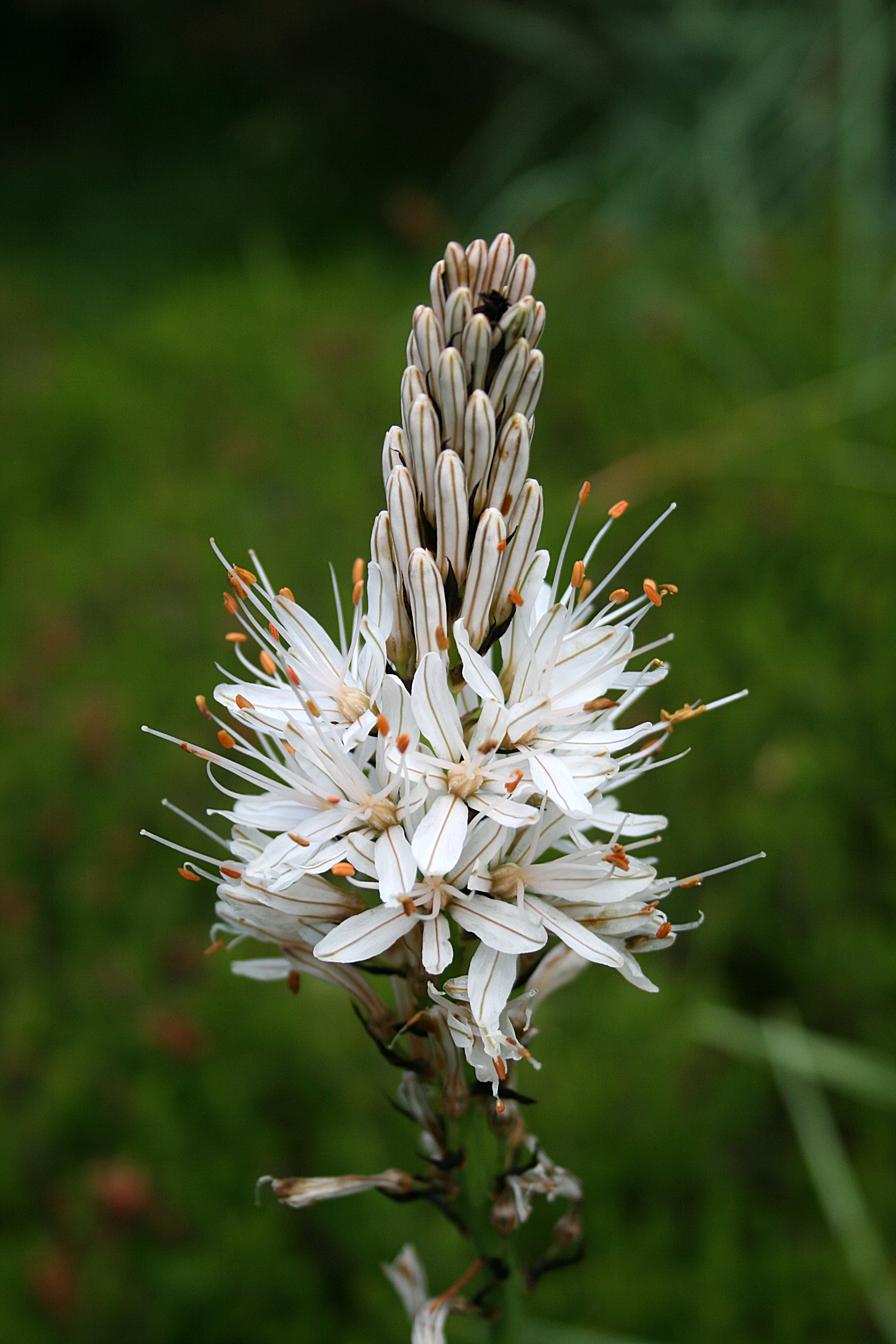
Liljor i alpina botaniska trädgården i Samoens, (Frankrike).

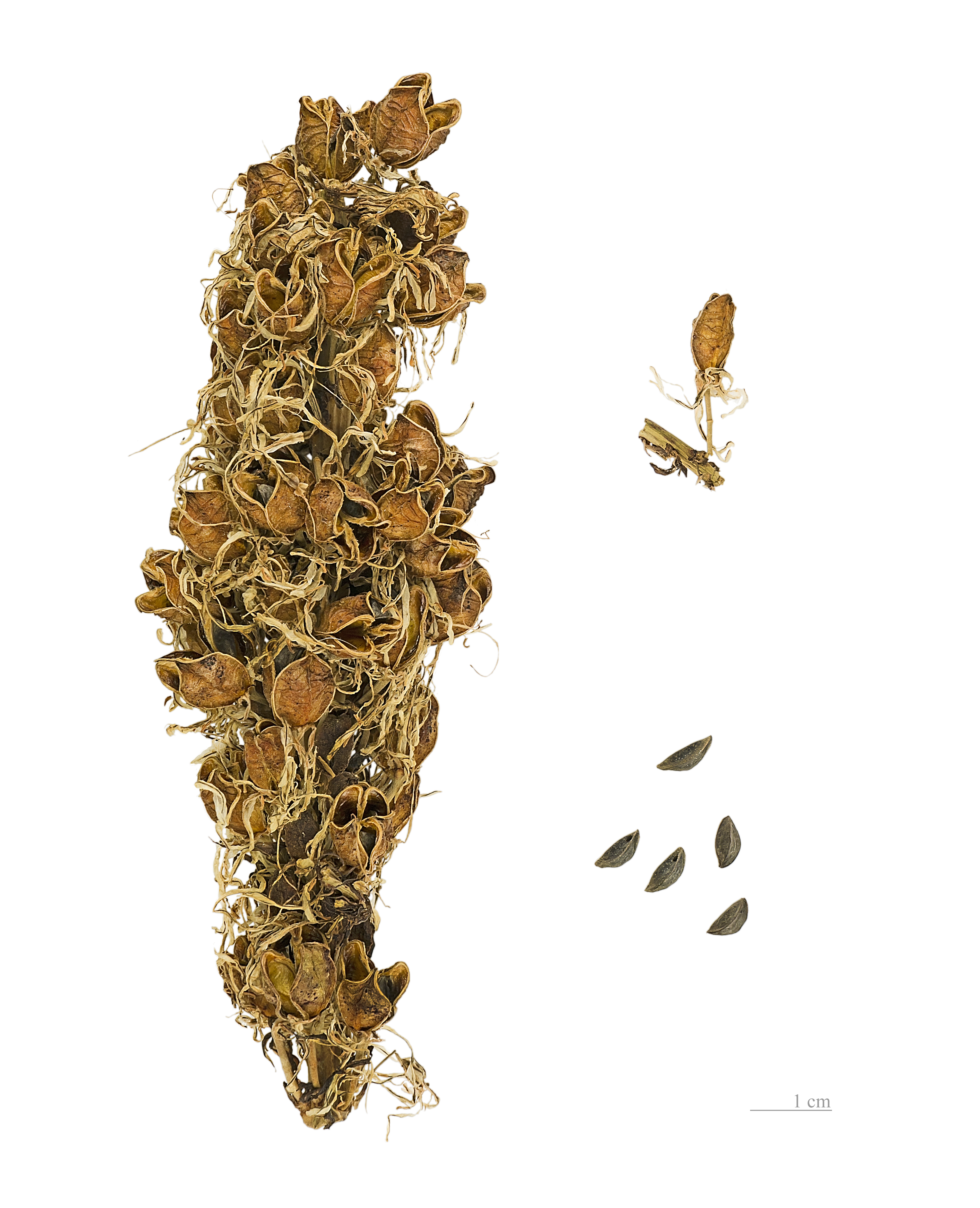
Asphodelus albus

Afodill (Asphodelus albus) är en art inom afodillsläktet (Asphodelus) och familjen afodillväxter. Den förekommer i södra och centrala Europa.
Afodill är en mångformig och flerårig ört som blir 30–100 cm. Bladen är platta och 15–60 cm långa. Blomstjälk solid, vanligen ogrenad eller med få korta grenar. Högblad hinnartade, vitaktiga till mörkt bruna. Kalkblad 1,5–2 cm långa, vita eller blekt rosa med mörkare mittnerv. Fruktkapsel 8–20 mm. Blommar under vår och sommar. 
Artepitetet albus (lat.) betyder vit.

## Odling
Odlas i soligt läge på väldränerad jord. Härdig till EGF H4.
Förökas bäst genom delning.

## Synonymer och auktorer
subsp. albus
- Asphodelus albus var. sphaerocarpus (Gren. & Godr.) Rouy
- Asphodelus deseglisei Jordan & Fourr.
- Asphodelus macrocarpus subsp. rubescens  Z.Díaz Lifante & B.Valdés
- Asphodelus sphaerocarpus Gren. & Godr.

subsp. carpetanus  Z.Díaz Lifante & B.Valdés 
subsp. delphinensis (Gren. & Godr.) Z.Díaz Lifante & B.Valdés 
- Asphodelus albus var. delphinensis (Gren. & Godr.) Rouy
- Asphodelus albus subsp. subalpinus (Gren. & Godr.) Nyman
- Asphodelus delphinensis Gren. & Godr.
- Asphodelus neglectus Schult.f.
- Asphodelus pyrenaicus Jord.
- Asphodelus subalpinus Gren. & Godr. nom. illeg.

subsp. occidentalis (Jord.) Z.Díaz Lifante & B.Valdés 
- Asphodelus occidentalis Jord.